# L'ammutinamento del Caine - Corte marziale
L'ammutinamento del Caine - Corte marziale (The Caine Mutiny Court-Martial) è un film per la televisione del 2023 scritto e diretto da William Friedkin.
Adattamento in chiave contemporanea dell'opera teatrale di Herman Wouk Corte marziale per l'ammutinamento del Caine, è stato l'ultimo film, postumo, del regista, nonché dell'attore Lance Reddick, deceduti entrambi nel 2023.

## Trama
Il tenente della marina statunitense Barney Greenwald si trova suo malgrado a difendere in corte marziale dall'accusa di ammutinamento il suo parigrado Stephen Maryk, il quale, primo ufficiale di una nave comandata dal capitano di corvetta Philip F. Queeg, ha sollevato quest'ultimo dal comando dopo avervi osservato segni di instabilità mentale che avrebbero potuto causare gravi conseguenze, sia per il Paese che per l'equipaggio, durante una tempesta nello stretto di Hormuz.

## Produzione
Le riprese sono cominciate nel gennaio del 2023. Lance Reddick ha finito di girare le sue scene prima della sua morte, avvenuta il 17 marzo dello stesso anno. Guillermo Del Toro ha fatto da "regista di scorta" del film durante le riprese, per placare le preoccupazioni della produzione verso le condizioni di salute di Friedkin, che è riuscito comunque a completare il film prima della propria morte, avvenuta il 7 agosto 2023 all'età di 87 anni.

## Distribuzione
Il film è stato presentato in anteprima alla 80ª Mostra internazionale d'arte cinematografica di Venezia il 2 settembre 2023, fuori dal concorso principale. Viene distribuito negli Stati Uniti sulla piattaforma Paramount+ il 6 ottobre 2023 e su Showtime l'8 ottobre 2023, nonostante fosse stata annunciata a inizio 2023 da Paramount Global l'uscita in sala come parte del listino della rinata Republic Pictures.
In Italia viene distribuito sulla piattaforma streaming Paramount+ il 29 dicembre 2023.

## Riconoscimenti
- 2024 – Critics' Choice Awards[10]
  - Candidatura per il miglior film TV
  - Candidatura per il miglior attore protagonista in una miniserie o film TV a Kiefer Sutherland